# Ordoñezita
L'ordoñezita és un mineral de la classe dels òxids que pertany al grup de la byströmita. El seu nom fa honor a Ezequiel Ordóñez Aguilar (1867-1950), destacat geòleg mexicà, director de l'Institut Geològic de Mèxic.
Fou descrita per primer cop per G. Switzer i W.F. Foshag el 1955, a partir d'una mostra obtinguda a la mina Santín, a l'estat de Guanajuato, Mèxic. També ha estat descrita a Alemanya, el Canadà, els Estats Units, Itàlia, altres indrets de Mèxic, i Suïssa.
L'ordoñezita és un mineral de zinc, antimoni i oxigen de fórmula ZnSb₂O₆, de colors variats (marrons de brillants a foscs, verds olives de groguenc a foscs, i de gris pàl·lid a incolor), una duresa de 6,5, una densitat de 6,635-6,657 g/cm³, cristal·litza en el sistema tetragonal.
Segons la classificació de Nickel-Strunz, l'ordoñezita pertany a «04.DB - Metall:Oxigen = 1:2 i similars, amb cations de mida mitjana; cadenes que comparteixen costats d'octàedres» juntament amb els següents minerals: argutita, cassiterita, plattnerita, pirolusita, rútil, tripuhyita, tugarinovita, varlamoffita, byströmita, tapiolita-(Fe), tapiolita-(Mn), akhtenskita, nsutita, paramontroseïta, ramsdel·lita, scrutinyita, ishikawaïta, ixiolita, samarskita-(Y), srilankita, itriorocolumbita-(Y), calciosamarskita, samarskita-(Yb), ferberita, hübnerita, sanmartinita, krasnoselskita, heftetjernita, huanzalaïta, columbita-(Fe), tantalita-(Fe), columbita-(Mn), tantalita-(Mn), columbita-(Mg), qitianlingita, magnocolumbita, tantalita-(Mg), ferrowodginita, litiotantita, litiowodginita, titanowodginita, wodginita, ferrotitanowodginita, wolframowodginita, tivanita, carmichaelita, alumotantita i biehlita.